# Смертельно раненный

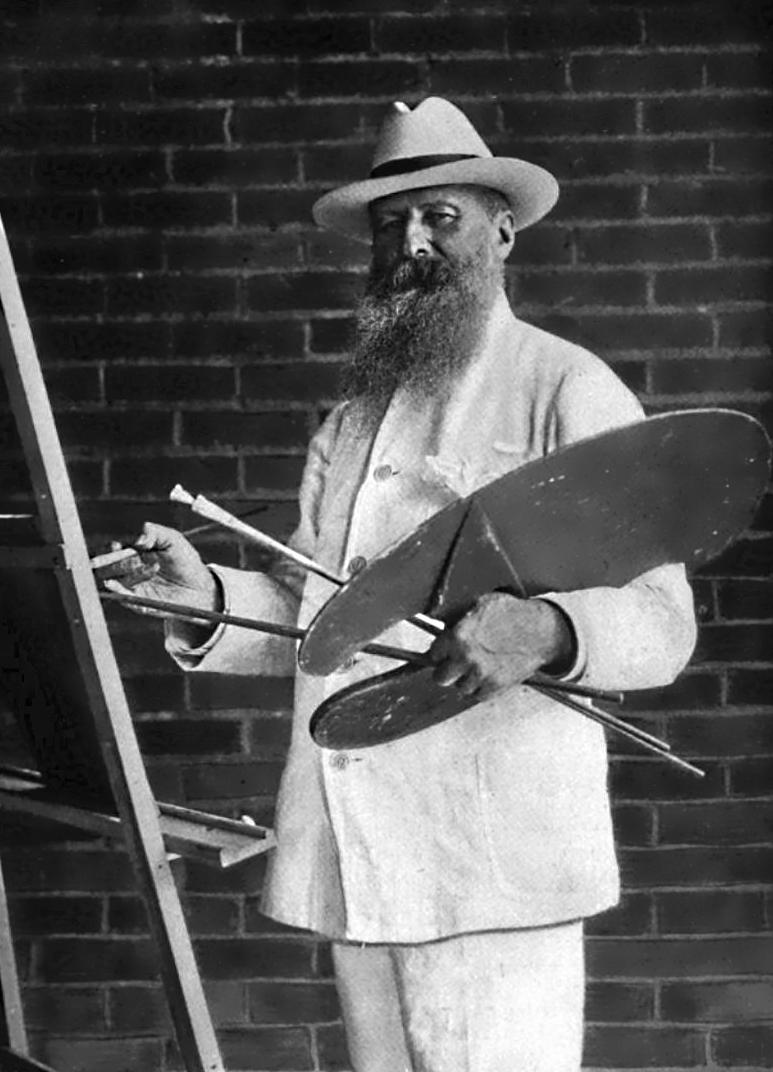
Верещагин за работой

«Смертельно раненный» — картина русского художника Василия Васильевича Верещагина, написанная в 1873 году. Картина является протестом Верещагина против захватнических войн.

## История создания
Картина «Смертельно раненный» входит в число картин Туркестанской серии Верещагина.
В 1867 году Верещагин, в чине прапорщика уехал в Туркестан, где он состоял при генерал-губернаторе Кауфмане. На войне Верещагин вдоволь насмотрелся на смерть и страдания своих соотечественников. Там же, в Туркестане, на свет появляются все картины его Туркестанской серии.

## Описание
В картине «Смертельно раненный» художник создаёт образ русского солдата, обезумевшего от боли. Его лицо отражает дикий ужас и страх перед смертью. Руками солдат пытается зажать рану в своём боку, но он обречён. Судя по позе солдата, по расплывшийся на земле тени можно сказать, что он до последнего момента старался спастись, убежать от гибели. Затянутое пороховым дымом небо, бесплодная почва, раскалённая атмосфера жаркого дня образуют пейзажное окружение, придающее всей сцене большую реалистическую убедительность. Картина отличается глубокой жизненной правдой, она дышит горячим чувством человеколюбия.
Вверху, на раме картины надпись, сделанная самим Верещагиным: «Ой убили, братцы! ..убили!.…ой смерть моя пришла!…».

## Отношение к картине художника
Для всего творчества Верещагина характерно выражение протеста против захватнических войн. Антимилитаристическая направленность верещагинских картин явилась результатом жизненных наблюдений и размышлений художника. Но вместе с ненавистью к войне, в своих картинах Верещагин показывает весь героизм обыкновенного русского солдата.
«Я слишком близко принимаю к сердцу то, что пишу; выплакиваю (буквально) горе каждого раненого и убитого», — писал Верещагин.